# San Vittore (Suíça)
San Vittore é uma comuna da Suíça, no Cantão Grisões, com cerca de 713 habitantes. Estende-se por uma área de 22,03 km², de densidade populacional de 32 hab/km². Confina com as seguintes comunas: Arvigo, Buseno, Castaneda, Claro (TI), Cresciano (TI), Germasino (IT-CO), Lumino (TI), Roveredo.
A língua oficial nesta comuna é o Italiano.